# Crenidorsum
Crenidorsum is een geslacht van halfvleugeligen (Hemiptera) uit de familie witte vliegen (Aleyrodidae), onderfamilie Aleyrodinae. De wetenschappelijke naam van dit geslacht is voor het eerst geldig gepubliceerd door Russell in 1945. De typesoort is Crenidorsum tuberculatum.

## Soorten
Crenidorsum omvat de volgende soorten:
- Crenidorsum armatae Russell, 1945[1]
- Crenidorsum aroidephagus Martin & Aguiar in Martin, Aguiar & Baufeld, 2001[3]
- Crenidorsum binkae (Jesudasan & David, 1991)
- Crenidorsum caerulescens (Singh, 1931)
- Crenidorsum celebes Martin, 1988
- Crenidorsum cinnamomi (Jesudasan & David, 1991)
- Crenidorsum coimbatorensis (David & Subramaniam, 1976)
- Crenidorsum commune Russell, 1945[1]
- Crenidorsum debordae Russell, 1945[1]
- Crenidorsum diaphanum Russell, 1945[1]
- Crenidorsum differens Russell, 1945[1]
- Crenidorsum goaensis (Jesudasan & David, 1991)
- Crenidorsum lasangensis Martin, 1985
- Crenidorsum leve Russell, 1945[1]
- Crenidorsum magnisetae Russell, 1945[1]
- Crenidorsum malpighiae Russell, 1945[1]
- Crenidorsum marginale Russell, 1945[1]
- Crenidorsum micheliae (Takahashi, 1932)[3][4]
- Crenidorsum millennium Martin, 1999
- Crenidorsum morobensis Martin, 1985
- Crenidorsum ornatum Russell, 1945[1]
- Crenidorsum pykarae (Jesudasan & David, 1991)
- Crenidorsum rubiae (P.M.M. David, 2000)
- Crenidorsum russellae P.M.M David & B.V. David, 2000
- Crenidorsum stigmaphylli Russell, 1945[1]
- Crenidorsum tuberculatum Russell, 1945[1]
- Crenidorsum turpiniae (Takahashi, 1932)[3][4]
- Crenidorsum wendlandiae (Jesudasan & David, 1991)